# 프로젝트 690 케팔형 잠수함
프로젝트 690 케팔형 잠수함(러시아어: Подводные лодки проекта 690 Кефаль)은 대잠전 훈련 표적함 용도로 특별히 건조된 소련의 디젤 잠수함이다. 하지만 전투 임무에도 사용이 가능하다. 모두 4척이 건조되었고 90년 대에 전량 퇴역하였다. 나토에서는 브라보급 잠수함으로 분류하였다.